# Feng Xiao
Feng Xiao (21 de febrero de 1993) es una deportista macaense que compite en taekwondo. Ganó dos medallas en el Campeonato Asiático de Taekwondo en los años 2014 y 2016.

## Palmarés internacional
| Campeonato Asiático | Campeonato Asiático  | Campeonato Asiático | Campeonato Asiático |
| Año                 | Lugar                | Medalla             | Categoría           |
| ------------------- | -------------------- | ------------------- | ------------------- |
| 2014                | Taskent (Uzbekistán) | Medalla de bronce   | –62 kg              |
| 2016                | Pásay (Filipinas)    | Medalla de plata    | –62 kg              |